# Eduardo Berizzo
Manolo Eduardo Berizzo, né le 13 novembre 1969 à Buenos Aires, est un footballeur international argentin, désormais retraité. Au cours de sa carrière de joueur, il évoluait au poste de défenseur central reconverti entraîneur.

## Biographie
En février 2011, il est nommé entraîneur du club argentin d'Estudiantes. Le 30 mai suivant, soit trois mois après son arrivée, il démissionne en raisons des mauvais résultats du club argentin.
De 2014 à 2017, il est l'entraîneur du Celta de Vigo en Espagne, succédant à Luis Enrique. 
Le 8 juin 2017, il devient le nouvel entraineur du Séville FC.
Le 21 novembre 2017, lors de la mi-temps du Séville FC - Liverpool FC en UEFA Champions League il annonce à ses joueurs qu'il est atteint du cancer de la prostate. Les joueurs touchés par cette annonce font une remontée 3-3. Il est limogé du Séville FC le 22 décembre 2017.
Le 31 mai 2018, il devient le nouvel entraîneur de l'Athletic Bilbao. Il est limogé de son poste le 4 décembre 2018.
Le 18 février 2019, il devient le nouveau sélectionneur du Paraguay. Il est démis de ses fonctions en octobre 2021.
Le 26 mai 2022, il est nommé comme nouveau sélectionneur du Chili. Toutefois, le 17 novembre 2023, après des résultats décevants lors des qualifications pour la Coupe du monde 2026, il démissionne.